# Bruchia fusca
Bruchia fusca là một loài rêu trong họ Bruchiaceae. Loài này được E. Britton mô tả khoa học đầu tiên năm 1894.